# Hypericum crux-andreae
Hypericum crux-andreae är en johannesörtsväxtart som först beskrevs av Carl von Linné, och fick sitt nu gällande namn av Heinrich Johann Nepomuk von Crantz. Hypericum crux-andreae ingår i släktet johannesörter, och familjen johannesörtsväxter. Inga underarter finns listade i Catalogue of Life.

## Bildgalleri